# André Gamet
Pour les articles homonymes, voir Gamet.
André Gamet, né le 18 mai 1919 à Oullins, et mort le 17 mars 2017 à Saint-Galmier, est un reporter-photographe français.

## Biographie
Fils d‘un ancien combattant, André Gamet est élève à l’école de La Martinière à Lyon, où se révèle sa passion pour la photographie. Il  commence à travailler dans une usine de produits chimiques à Pierre-Bénite, au sud de Lyon.
Formé au dessin et à la peinture par Pierre Combet-Descombes (1885-1966), il remporte, en 1941, le concours national de jeune photographe. Il travaille dès 1942 pour l’hebdomadaire lyonnais Marche. En 1944, il suit en indépendant les maquis dans la Drôme et couvre la libération de sa ville natale. Il rejoint l’agence Rapho en 1946 avec laquelle il collabore pendant près de soixante ans et où il côtoie Willy Ronis et Robert Doisneau.
De 1951 à 1954, il est l’un des cinq photographes français présentés dans la sélection de l’album Photography Annual (New York).
Lorsqu’il meurt à 98 ans en mars 2017, André Gamet est le dernier reporter-photographe français de la Seconde Guerre mondiale.

## Exposition
- 1998 « Lyon d’ombre et de lumière 1935-1950 », Centre d'histoire de la Résistance et de la déportation, Lyon[5].

## Ouvrages
- Lyon d’ombre et de lumière, 1937-1950, Éditions de La Martinière, 1997, 127 p.  (ISBN 978-2732423470)
- Douces Frances 1935-2000, Actes Sud, 2000, 399 p.  (ISBN 9782742728527).
- André Gamet, mémoires photographiques, Aedelsa, 2005, 192 p.  (ISBN 2915033080)